# تروکریپت
تروکریپت (به انگلیسی: TrueCrypt) نرم‌افزار رایگان کاربردی است که برای رمزگذاری در لحظه (به انگلیسی: on-the-fly encryption) مخفف (OTFE) استفاده می‌شود. این نرم‌افزار متن باز یا نرم‌افزار آزاد نیست ولی کد آن قابل مشاهده است. این برنامه می‌تواند در داخل یک فایل یک دیسک مجازی رمز شده ایجاد کند یا یک پارتیش را رمزگذاری کند یا کل دستگاه ذخیره‌سازی را (تحت سیستم‌عامل مایکروسافت ویندوز و به جز ویندوز ۲۰۰۰) رمزگذاری کند (احراز هویت پیش از بوت).